# Parafia Ofiarowania Najświętszej Maryi Panny w Ostrołęce nad Pilicą
Parafia pw. Ofiarowania Najświętszej Maryi Panny w Ostrołęce nad Pilicą – parafia rzymskokatolicka należąca do dekanatu wareckiego, archidiecezji warszawskiej, metropolii warszawskiej Kościoła katolickiego. Siedziba parafii mieści się w Ostrołęce nad Pilicą pod numerem 40. Obsługiwana przez księży archidiecezjalnych.  
Ks. kanonik dr Wiesław Bąkowski – dotychczasowy proboszcz Ofiarowania NMP w Ostrołęce nad Pilicą, w dekanacie wareckim, przechodzi na emeryturę

## Historia
Parafia została erygowana w 1429.

### Kościół parafialny
Obecny kościół parafialny pochodzi z lat 1960-1962.